# Trapelus microtympanum
Trapelus microtympanum är en ödleart som beskrevs av  Werner 1895. Trapelus microtympanum ingår i släktet Trapelus och familjen agamer. Inga underarter finns listade i Catalogue of Life.